# Iuppiter temploma
Az ókori Róma városában a Capitolium legfőbb nevezetessége volt Iuppiter temploma vagy Iuppiter Optimus Maximus Capitolinus temploma, a mai Via del Tempio del Giovén, a Capitoliumon. A templomot Iuppiter Tonansnak szentelték, a mennydörgőnek, ami a pontos fordítása a templomban is olvasható görög Zeusz Bróntosz kifejezésnek.
Alapítása a hagyomány szerint a Tarquiniusok idején, befejezése azonban a köztársaság első éveiben, Marcus Horatius Pulvillus consul alatt, kb. i. e. 509-ben történt. Alapfalait 1865-ben, illetve 1876-ban találták meg a Caffarelli-család palotája és kertje helyén.
Ezen kutatások szerint a templom négyszögletes, görögös jellegű épület volt. Méretei: 177 római láb (52,5 méter) széles és 200 láb hosszú, így nagyságra megközelítette a Panheont. Az épület, melyet oldalt egy sor, elöl három sor oszlop vett körül, három párhuzamos hajóra volt osztva, középen Iuppiter, kétoldalt Minerva és Iuno Regina szobraival. Iuppitert az itt felállított szobor a triumfálók ruhájában ábrázolta (bíbortóga, pálmaágakkal és győzelmi istenasszonyalakokkal hímzett tunika). A pódium maradványaira a Museo Nuovo egyik szárnya épült rá. A Dél felé néző hármas cella előtt három sorban 6–6 dór oszlop állott széles közökkel (araeostylus), oldala is hat oszlopot mutatott, hármat az oszlopsorokból és hármat a cella fala mellett. Dinoysius Halicarnassensis részletesen leírja a templom méreteit és beosztását; e leírásból, az alapzatnak 1865-ben és azóta megtalált maradványaiból és ókori képekből (különösen érmeken) elég határozott képét lehet összeállítani a templomnak úgy a legrégibb alakjairól, mint későbbi újjáépítéseiről.

## Története
A templom építésére a római hagyomány szerint Tarquinius Priscus tett fogadalmat a sabinus háborúban, és Tarquinius Superbus kezdte építtetni, miután a már régebben ott levő szentélyeket eltávolította. Csak Terminus és Iuventas papjai nem egyeztek bele az eltávolításába, ezért ott maradt e két oltár, és pedig Iuventas oltára Minerva cellájában, Terminusé pedig a pronaosban.
Az első  lyukacsos mészkő tufából épült épületet M. Horatius Pulvillus consul szentelte fel a köztársaság első évében, i. e. 509-ben szeptember 13-án. I. e. 179-ben helyreállították, különösen a felgyűlt ajándéktárgyakat részint eltávolították, részint rendezték, a hozzá felvezető clivus Capitolinus rendezése 174-ben, a templom új mozaikpadlója 142-ben készült el. I. e. 83. július 6-án leégett az épület, elpusztult Iuppiter ősrégi szobra, odaégtek a Sibylla könyvei is. Lucius Cornelius Sulla mindjárt hozzáfogott az újraépítéshez; Iuppiter új szobrát aranyból és elefántcsontból készíttette, márványoszlopokat hozatott Athénből, az Olümpeionból.
Az 5. századtól kezdve kincseit műértő rablók kezei hordták szét (Stilicho vitte el az aranyos bronzajtókat, Geiserich a fedél aranylemezeit), s a pusztítást a középkori pártvillongások fejezték be.
Az itt leírt templom azonban csak központja volt egy egész kis templomvárosnak, amely szentélyekből és fogadalmi oltárokból alakult, s amelyek között királyok és híres férfiak szobrai álltak egykor.

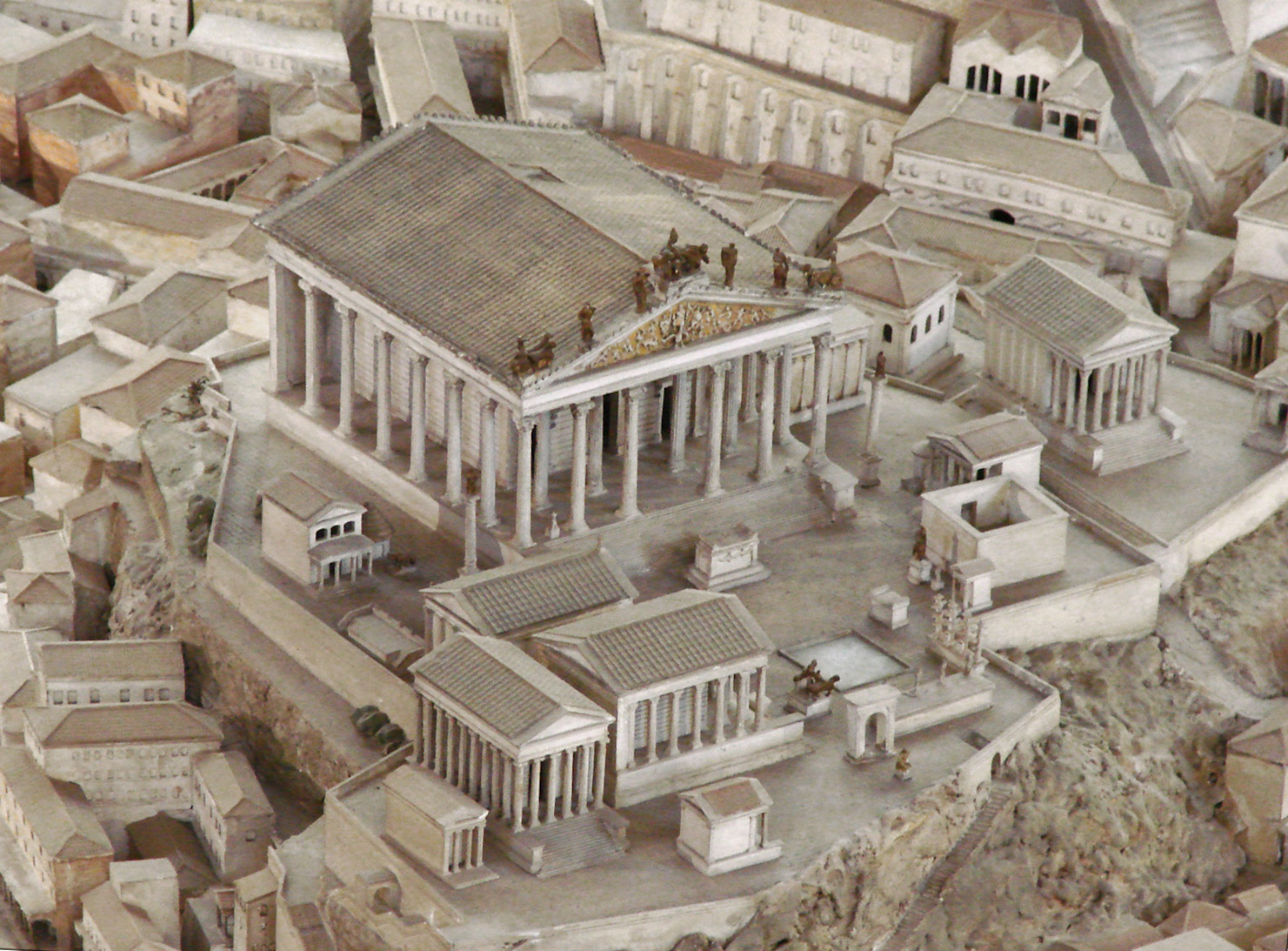
Iuppiter temploma

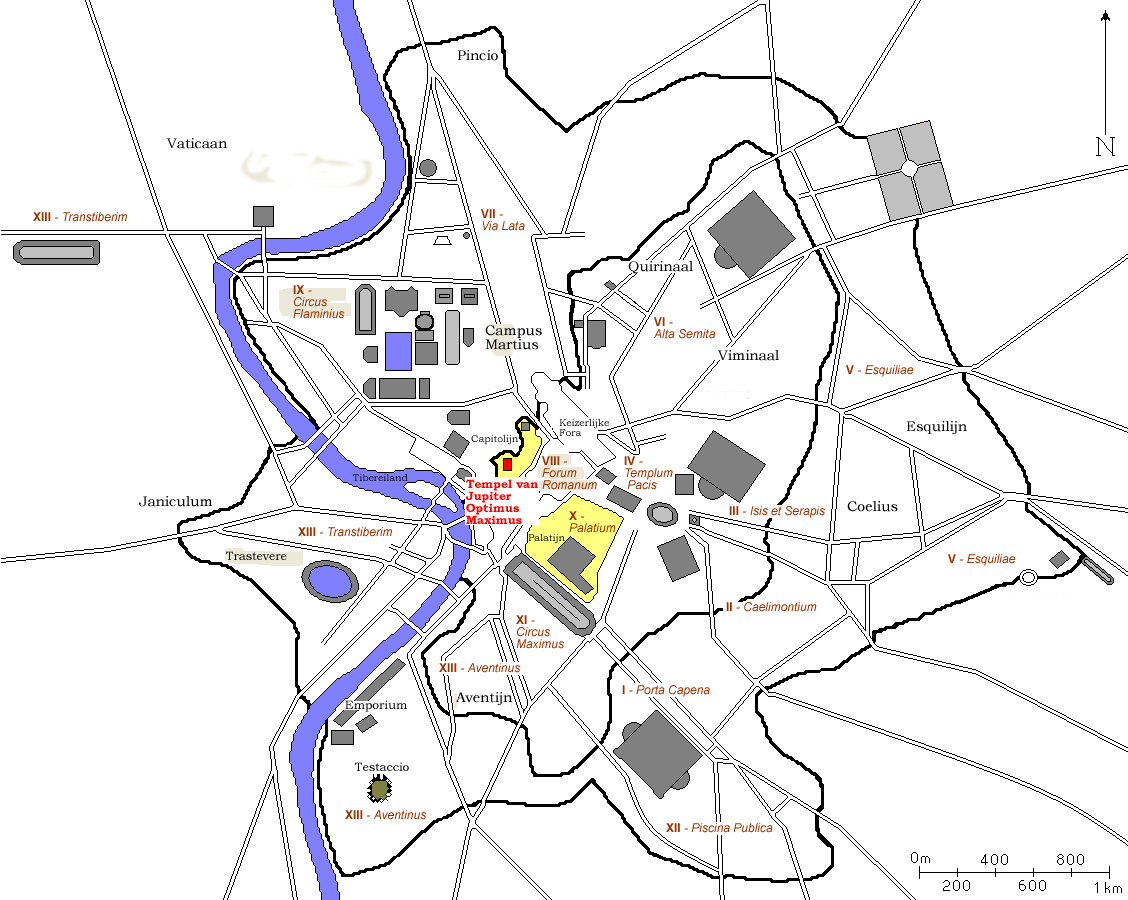
Az ókori Róma Iuppiter templomával (piros)